# Bradnop
Bradnop är en civil parish i Storbritannien.   Den ligger i grevskapet Staffordshire och riksdelen England, i den södra delen av landet, 210 km nordväst om huvudstaden London. Antalet invånare är 307. Arean är 13,3 kvadratkilometer.
Terrängen i Bradnop är huvudsakligen platt, men norrut är den kuperad.